# Acalypha anadenia
Acalypha anadenia é uma espécie de flor do gênero Acalypha, pertencente à família Euphorbiaceae.